# Sol Invictus (musikgrupp)
Sol Invictus är ett neofolkband från England, med Tony Wakeford (före detta medlem i neofolkbandet Death in June samt punkbandet Crisis) i fronten.

## Diskografi
| År   | Titel                                 | Format                                             |
| ---- | ------------------------------------- | -------------------------------------------------- |
| 1987 | Against the Modern World              | Mini-EP                                            |
| 1989 | In the Jaws of the Serpent            | Live-LP                                            |
| 1989 | Lex Talionis                          | Del av Box-set med Current 93 och Nurse With Wound |
| 1989 | Fields                                | 12" med Current 93 och Nurse With Wound            |
| 1990 | Sol Veritas Lux                       | CD                                                 |
| 1990 | Abattoirs of Love                     | 7"                                                 |
| 1990 | Lex Talionis                          | CD                                                 |
| 1990 | Trees in Winter                       | CD/LP                                              |
| 1991 | The Killing Tide                      | CD/LP                                              |
| 1992 | Death In June/Current 93/Sol Invictus | Live CD med Death In June och Current 93           |
| 1992 | Looking for Europe                    | 7"                                                 |
| 1992 | The Lamp of the Invisible Light       | 7" compilation track                               |
| 1992 | Somewhere in Europe/See the Dove Fall | 7"                                                 |
| 1992 | Let Us Prey                           | Live-CD                                            |
| 1992 | King & Queen                          | CD                                                 |
| 1994 | The Death of the West                 | CD                                                 |
| 1995 | In the Rain                           | CD                                                 |
| 1997 | The Blade                             | CD                                                 |
| 1998 | In Europa                             | CD                                                 |
| 1998 | All Things Strange and Rare           | Samlings-CD                                        |
| 1999 | In a Garden Green                     | CD                                                 |
| 2000 | Trieste                               | CD                                                 |
| 2000 | The Hill of Crosses                   | CD                                                 |
| 2000 | Eve                                   | 7"                                                 |
| 2001 | Brugge                                | Livekonsert, 1996-02-03                            |
| 2002 | Thrones                               | CD                                                 |
| 2003 | The Giddy Whirls of Centuries         | Samlings-CD                                        |
| 2004 | The Angel                             | Samlings-CD                                        |
| 2005 | The Devil's Steed                     | CD                                                 |